# Analges passerinus
Analges passerinus är en spindeldjursart som beskrevs av Carl von Linné 1758. Analges passerinus ingår i släktet Analges, och familjen Analgidae. Arten är reproducerande i Sverige.